# 布法罗尼亚加拉国际机场
布法罗尼亚加拉国际机场（英語：Buffalo Niagara International Airport）是一座位于美国纽约州奇克托瓦加的一座机场，主要服务布法罗和加拿大金馬蹄地區南部部分城市。它是纽约州第三繁忙的机场。机场距离布法罗市区以东大约11 mi（18 km），距离多伦多东南大约60 mi（97 km）（不过驾驶距离大约106 mi（171 km））。机场占地1,000亩（4平方公里）。